# 徳島県道38号沖ノ洲徳島本町線
徳島県道38号沖ノ洲徳島本町線（とくしまけんどう38ごう おきのすとくしまほんちょうせん）は、徳島県徳島市を通る県道（主要地方道）である。

## 概要
徳島県徳島市北沖洲3丁目を起点に、阿波銀行マリンピア支店前の交差点から4車線の道で徳島市徳島本町3丁目（国道11号・国道192号の交点）に至る。

### 路線データ
- 起点：徳島県徳島市南沖洲3丁目（徳島県道204号徳島沖洲インター線終点）
- 終点：徳島県徳島市徳島本町3丁目（徳島本町交差点、国道11号交点、国道192号・徳島県道29号徳島環状線終点、国道318号・国道438号・国道439号起点）
- 距離：3.268 km[1]

## 歴史
- 1954年（昭和29年）11月12日　徳島県道沖洲徳島線に認定
- 1959年（昭和34年）1月31日　沖ノ洲徳島本町線として再認定
- 1972年（昭和47年）3月10日 徳島県道201号沖ノ洲徳島本町線として再認定。
- 1993年（平成5年）5月11日 - 建設省から、県道沖ノ洲徳島本町線が沖ノ洲徳島本町線として主要地方道に指定される[2]。
- 1994年（平成6年）4月1日 徳島県道38号沖ノ洲徳島本町線として認定。

## 路線状況

### 重複区間
- 徳島県道29号徳島環状線（徳島市安宅3丁目 - 徳島市徳島本町3丁目・徳島本町交差点（終点））

## 地理

### 通過する自治体
- 徳島市

### 交差する道路
| 交差する道路                                                                                       | 交差する場所  | 交差する場所          |
| -------------------------------------------------------------------------------------------------- | ------------- | --------------------- |
| 徳島県道204号徳島沖洲インター線                                                                    | 南沖洲3丁目   | 起点                  |
| 徳島県道29号徳島環状線 重複区間起点                                                                | 安宅3丁目     |                       |
| 国道11号 国道28号 重複 国道192号 国道318号 国道438号 国道439号 徳島県道29号徳島環状線 重複区間終点 | 徳島本町3丁目 | 徳島本町交差点 / 終点 |

### 沿線
- 徳島市立沖洲小学校
- 徳島市立城東中学校
- 福島住吉緑地
- 徳島市立福島小学校
- 徳島県立城東高等学校